# 川口雅行
川口 雅行（かわぐち まさゆき、1948年 - ）は、日本のマンドリン奏者。

## 人物・来歴
静岡県出身。1966年、静岡県立静岡高等学校卒業。京都大学工学部中退。高校からマンドリンを始める。高久倫子に師事。京都大学マンドリンクラブ在籍中の1970年、第2回全日本マンドリン独奏コンクールにて第１位。1972年、西ドイツのザールラント大学に留学し、音楽学を専攻する傍ら、ソリストとしてヨーロッパ各地で演奏会、ラジオ放送で活躍。
1980年、帰国。同年、岩城宏之指揮の札幌交響楽団第210回定期演奏会で、ディートリヒ・エルトマン、田中賢作曲のマンドリン協奏曲を初演。ベルリン放送交響楽団との協演、西ドイツマンドリンフェスティバルなどに招待演奏。1987年、KaVa san Trio（カヴァ サン トリオ）を結成。1989年、第8回藤堂音楽褒賞を京都音楽家クラブより受賞。1995年、台湾の台南市にある奇美マンドリン楽団に招かれ、10年間にわたり指導。台湾でのマンドリン発展の礎を築く。1995年から2000年まで現代ギター誌上に「HOW to マンドリン」を掲載。2000年から2013年までエリザベト音楽大学マンドリン科非常勤講師。
2006年、Gran Partita Mandolin Quartet（グラン パルティータ マンドリン カルテット）を結成。2009年、川口雅行還暦記念コンサート開催。2014年、Kawaguchiana（カワグチアーナ）を結成、2018年、いずみホールにて古希記念となる第３回演奏会を開催。2019年3月、日本マンドリン連盟専務理事 関西支部長。2023年、東京と大阪でラストリサイタルを開催。ソロ、KaVa san Trio、Gran Partita Mandolin Quarte名義で、CDを多数制作。

## 作品
- CD 川口雅行 マンドリン&ギター ポピュラー名曲集
- CD KaVa san Trio 秋
- CD KaVa san Trio 冬

## 著書
- 『正しい演奏法が学べるマンドリン・レッスン1』菊倍版 2010.9 現代ギター社
- 『正しい演奏法が学べるマンドリン・レッスン2』2009.1 現代ギター社
- 『正しい演奏法が学べるマンドリン・レッスン1』第二版[10] 2004.10 現代ギター社